# Just Like Real Life
 Just Like Real Life  é o terceiro e último álbum de estúdio da banda de Rock cristão Prodigal, lançado em 1985.
Para este álbum, a banda criou videoclipes promocionais das músicas "Future Now" e "Jump Cut", que foram exibidos na Trinity Broadcasting Network's.

## Faixas

### Lado A
1. "Future Now" - 03:57
2. "Push and Shove" - 03:03
3. "Safety in Numbers" - 02:55
4. "Answering Machine" - 04:00
5. "Under the Gun" - 03:49

### Lado B
1. "Jump Cut (Just Like Real Life)" - 03:17
2. "Incommunicado" - 02:53
3. "Next Big Thing" - 02:48
4. "Burn it Up" - 03:19
5. "The Big Sleep" - 03:18
6. "Just Make Up Your Mind" - 03:13

## Créditos
- Teclados, Vocais: Loyd Boldman
- Bateria, Vocais: Dave Workman
- Guitarras, Saxofone, Vocais: Rick Fields
- Contra Baixo: Mike Wilson
- Programação/Sintetizadores: Wes Boatman
- Produtor executive:  Jon Phelps
- Producer e Engenheiro de som: Gary Platt
- Engenheiro de som assistente: Steve Moller
- Masterização:  Mike Fuller